# Saarlouiser religiöses Brauchtum

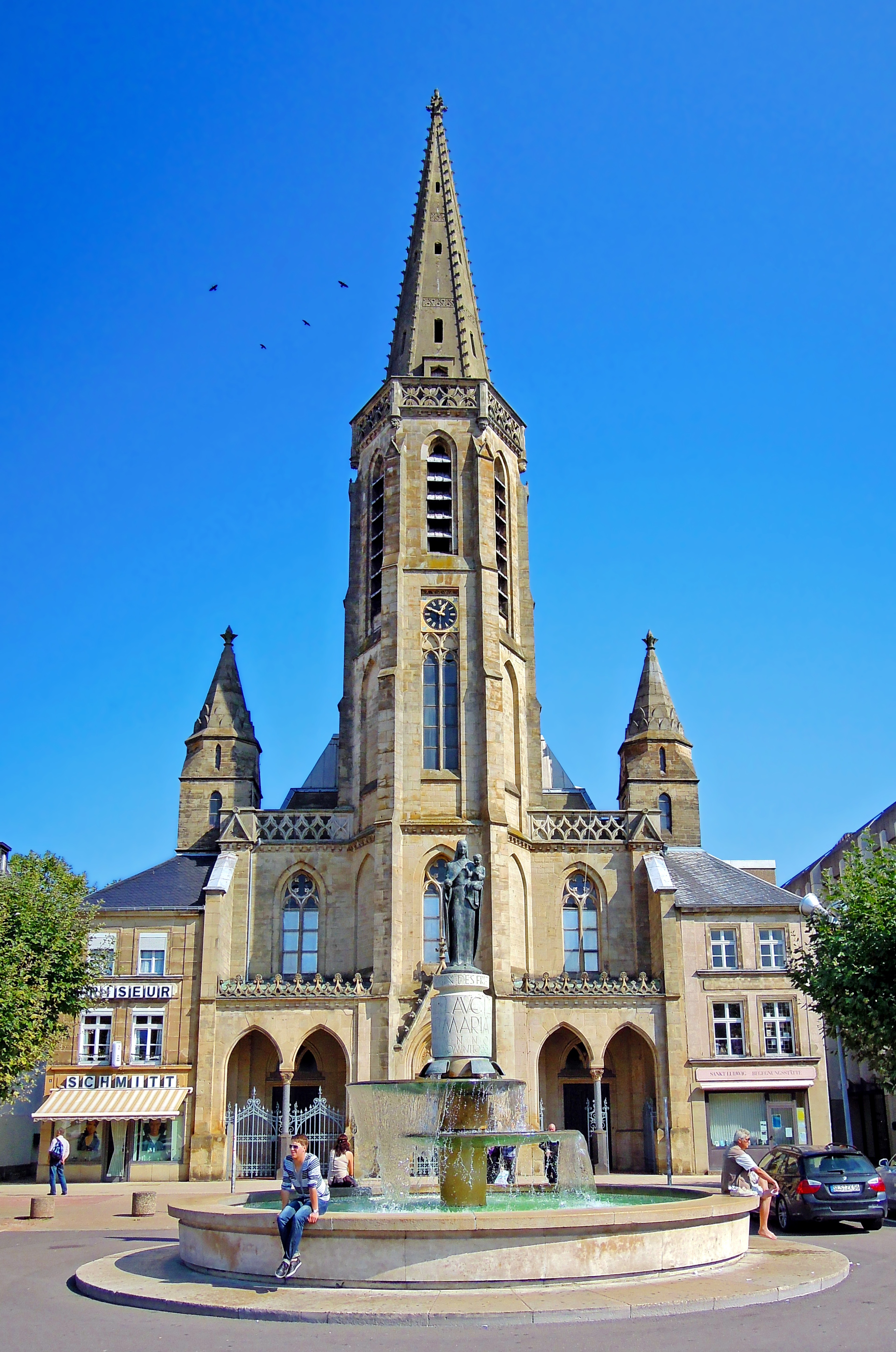
Kirche St. Ludwig mit Marienbrunnen am Großen Markt in Saarlouis

Das Saarlouiser religiöse Brauchtum entwickelte sich im Umfeld der katholischen Saarlouiser Stadtpfarrkirche St. Ludwig. Das umfangreiche historische Brauchtum wird teilweise bis zum heutigen Tag gepflegt.

## Kirmes
Anlässlich des Gedenktages des heiligen Ludwig von Frankreich (25. August) findet auf dem Großen Markt vor der Kirche jährlich die mehrtägige Ludwigskirmes statt. Bis in die 1870er Jahre wurde als traditionelles Getränk zur Ludwigskirmes heiße Bowle aus Metzer Rotwein getrunken und Kranzkuchen gegessen. Am Abend des Festtages wurde jedes Jahr ein Feuerwerk abgebrannt. Am folgenden Dienstag und Donnerstag veranstaltete man einen Kram- und Viehmarkt.

## Geweihtes Brot
Bis zum Ersten Weltkrieg gab es in der Pfarrei den religiösen Brauch des „Geweihten Brotes“ (Pain bénit). Die diesbezügliche Regelung war im Jahr 1692 festgelegt worden. Jeden Sonntag schnitten der Kirchenschweizer und der Küster gespendete Brotlaibe, die der Priester zuvor gesegnet hatte, in kleine Würfel. Diese Brotwürfel wurden nach dem Vaterunser in der Heiligen Messe nach einer bestimmten Reihenfolge (Offiziere, Beamte des Obergerichtes, Bürgermeister, Stadtschöffen, Pfarreischöffen, Gemeindemitglieder) an die versammelten Gläubigen verteilt. Am Osterfest des Jahres 1791 beschwerte sich das revolutionäre Direktorium der Distriktsverwaltung, während des feierlichen Hochamtes nicht als erste das „Geweihte Brot“ gereicht bekommen zu haben. In einer Entscheidung vom 5. Mai 1791 bestätigte der „Conceil municipal“ die Rechtmäßigkeit der Beschwerde des Direktoriums der Distriktsverwaltung.
Die Brotwürfel wurden entweder direkt gegessen oder mit nach Hause genommen, um zum Beispiel als Krankenspeise zu dienen. Jeden Sonntag war eine andere Familie verpflichtet, die Laibe zu spenden. Derjenige, der das Anschnittstück des Brotlaibes (Chanteau du pain) in der Hl. Messe gereicht bekam, musste die Laibe für den nächsten Sonntag spenden. An hohen Kirchenfesten waren statt der Brotlaibe Kranzkuchen zu spenden. Das „Geweihte Brot“ sollte den frühchristlichen Brauch der Agape im Sinne eines Antidorons verdeutlichen.

## Limbergprozession

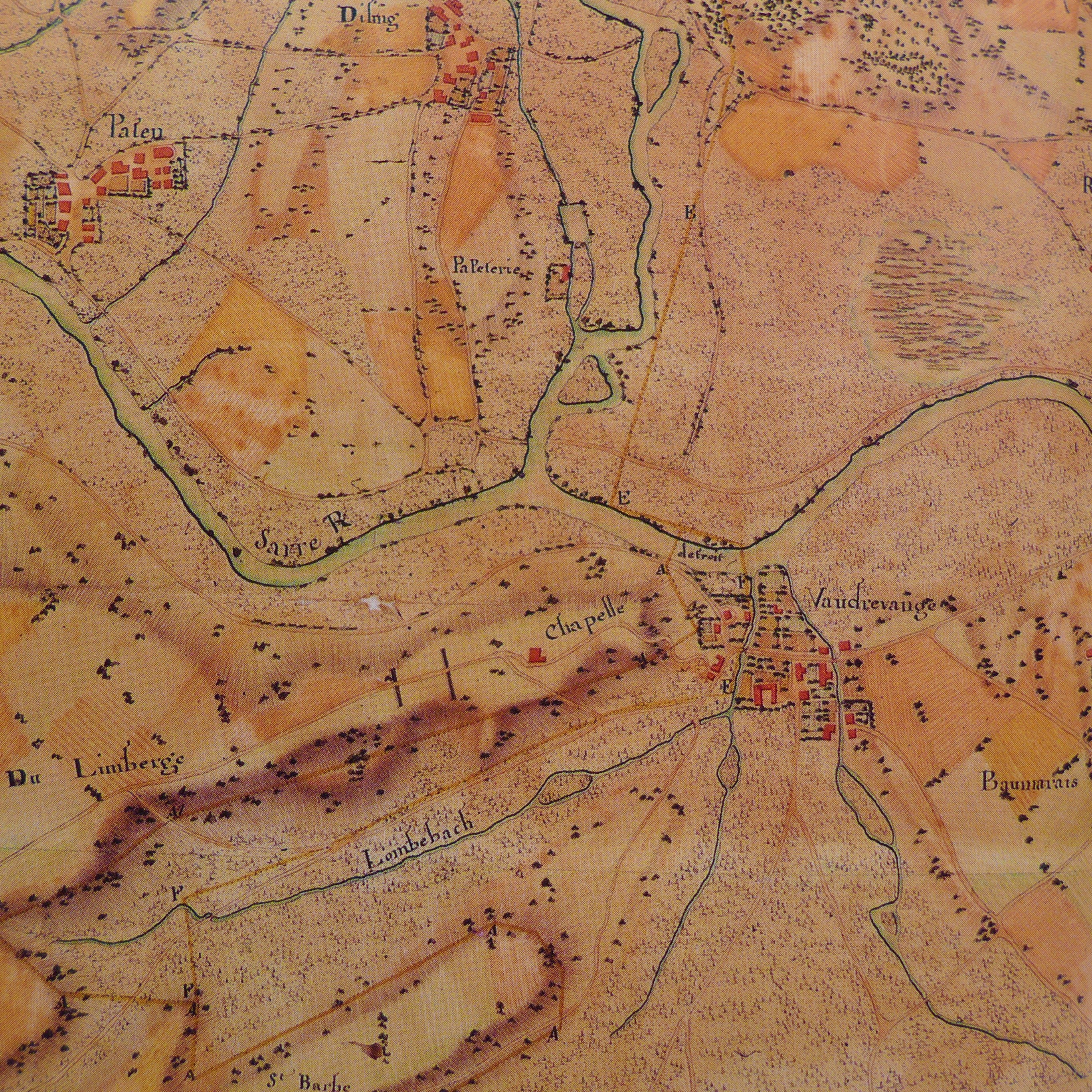
Kloster auf dem Limberg, Carte des environs de Sarrelouis, 1765 (Städtisches Museum und Stadtarchiv Saarlouis)

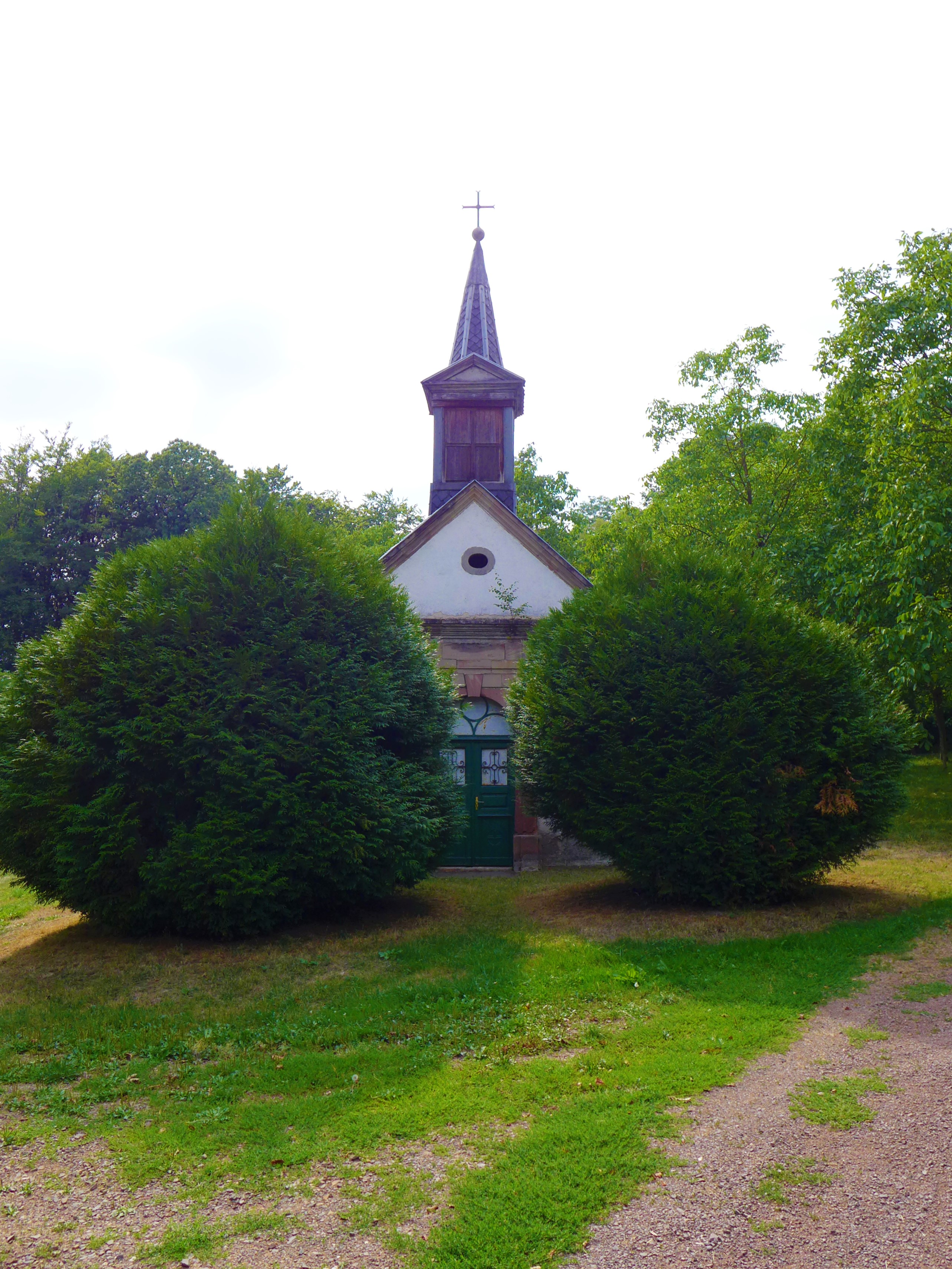
Kapelle auf dem Limberg, erbaut 1827 durch Louis Villeroy

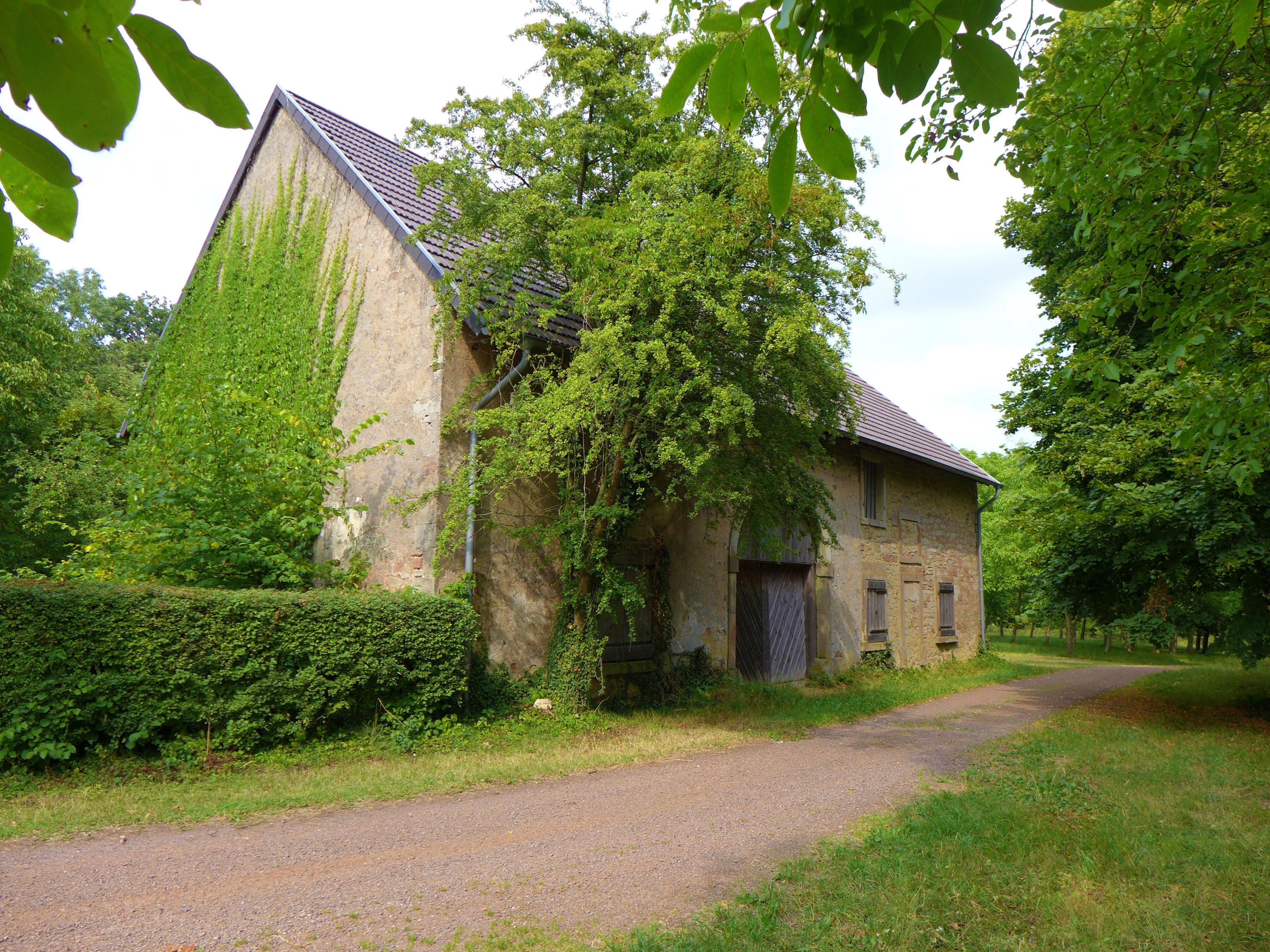
Scheune des Hofgutes auf dem Limberg, Reste der ehemaligen barocken Kalvarienberg-Wallfahrtskapelle

Die erstmals für das Jahr 1687 dokumentierte Limbergprozession der neuvermählten Paare der Pfarreien St. Ludwig und St. Peter und Paul in Beaumarais fand jedes Jahr am ersten Fastensonntag statt. Der Zug wurde vom Saarlouiser Maire, den Schöffen, sowie den ehemaligen Maires angeführt. Es folgten die Neuvermählten und eine große Menge von Zuschauern. Die jungen Paare, die unter Androhung einer Strafzahlung von zwei Franken an der Teilnahme der Prozession verpflichtet waren, trugen Strohbündel, die sie am Gipfel des 343 m hohen Limberges in Form des Lothringer Kreuzes aufstellten. Das Paar, das als letztes die Ehe geschlossen hatte, durfte abends das Strohkreuz anzünden. Die erste Station der Wallfahrt war der Platz des früheren Wallerfanger Kapuzinerklosters in der Wallerfanger Engt, heute der Standort des Villeroyschen Schlosses. Anschließend zog die Prozession weiter auf den Berg. Die Neuvermählten entrichteten der Stadtverwaltung von Saarlouis eine Geldgebühr, dem Förster auf der Siersburg eine Kanne mit Wein, ein Weißbrot und einen Hering und zahlten dem Herzog von Lothringen eine kleine Steuer. Die Wallfahrt der Neuvermählten wurde in dieser Form im Jahr 1741 abgeschafft. Der Brauch dürfte ein älterer Wallerfanger Volksbrauch gewesen sein, den man dann nach Saarlouis übertrug.
Der Saarlouiser Festungsgouverneur Thomas de Choisy hatte bereits im Jahr 1680 eine Kapelle auf dem Limberg für Bauarbeiter und Soldaten der zu errichtenden Festungsstadt bauen lassen, in der heilige Messen durch einen Karmeliterpater abgehalten wurden, doch bereits seit dem Mittelalter hatte hier ein von Mönchen betreutes Kirchlein gestanden. Der Limberg wurde von Choisy als Steinbruch für die Festung Saarlouis benutzt. Die Bauarbeiter waren in Baracken auf dem Berg untergebracht. Am 31. August 1682 gab die erzbischöfliche Behörde in Trier die Erlaubnis zur Benediktion einer neuen Kapelle auf dem Limberg, die durch Franziskanereremiten betreut wurde. Mit dem Ende der Festungsarbeiten wurde die Bauarbeitersiedlung auf dem Limberg mitsamt der behelfsmäßigen Kapelle abgebrochen. Allerdings errichtete man auf Initiative eines Einsiedlers und verschiedener Saarlouiser Bürger auf dem Limberg eine steinerne Kapelle, die von der Pfarrei Itzbach (1937 in Siersburg umbenannt) bzw. Rehlingen betreut wurde.
In den Jahren 1722 bis 1727 fertigte der Metzer Steinbildhauer Pierrar de Corail mit seinen Gesellen im Auftrag des Eremiten Claude Virion eine Kalvarienberg-Anlage mit zunächst sieben, dann acht Fußfall-Stationen, die am Fuß des Limberges mit einer Ölbergszene begann und auf dem Gipfel des Berges mit einer Heilig-Grab-Kapelle endete. Die steinernen Figurengruppen waren in Lebensgröße ausgeführt. Die Einsiedelei auf dem Limberg schloss sich in Regel und Lebensweise der deutschen Kongregation der Eremitenbrüder vom heiligen Johannes dem Täufer an. Alle drei Jahre führte die Trierer erzbischöfliche Behörde eine Visitation der Limberger Eremitage durch. Die Heilig-Grab-Kapelle wurde in den Jahren 1738 bis 1741 um eine Muttergotteskapelle mit Gartenanlage erweitert. Der Sakralbau verfügte über drei Altäre (Muttergottes-Hochaltar, Nebenaltäre für den hl. Josef und den hl. Antonius), Beichtstühle, eine Glocke, ausreichende Vasa sacra sowie Paramente. Unter dem Hochaltar der Kapelle befand sich in einer Krypta das Heilige Grab. Allerdings scheint die Kapelle, die sich zunehmend zu einer Wallfahrtskapelle entwickelte, nie geweiht worden zu sein. Patroziniumsfest der Kapelle war der 16. April. Zusätzlich befand sich in einiger Entfernung zur Kapelle eine Statio, die der heiligen Maria Magdalena gewidmet war. In dieser Statio war eine angeblich wundertätige Quelle gefasst, die von Mädchen und Witwen aufgesucht wurde, um einen Ehegatten zu erbitten. Als Opfergaben ließ man diesbezüglich kleine Holzkreuze an der Quelle zurück. Da sich der Weg von Itzbach bis zum Oberlimberg für den betreuenden Priester als zu weit herausgestellt hatte, versahen die Wallerfanger Augustinerchorherren zunehmend die gottesdienstlichen Handlungen.
Patronatsherr der Kapelle war laut Visitationsprotokoll des Jahres 1741 der Herzog von Lothringen und vormalige König von Polen, Stanislaus I. Leszczyński, der am 30. Juni 1751 die unbeschuhten Karmeliter der lothringischen Ordensprovinz zur Seelsorge auf den Limberg berief. In der Eremitage wurde mit Zustimmung der bischöflichen Behörde in Trier vom 29. August 1759 ein kleines Hospiz eingerichtet, das von zwei Patres und einem Laienbruder betreut wurde. Der Trierer Erzbischof Franz Georg von Schönborn gab der Anlage den Titel „Maria vom Berge Karmel“. Patroziniumstag dieser Kapelle war nun der 16. Juli, das Fest Unsere Liebe Frau auf dem Berge Karmel, das sogenannte Skapulierfest.
Der Klosterbau auf dem Limberg war an die Nordseite der Kirche angebaut. Er war unterkellert und erhob sich über zwei Stockwerke. Reste der Kapelle haben sich bis heute in der Hofscheune des ehemaligen Gutshofes erhalten. Für das Jahr 1783 berichtet der Itzbacher Pfarrer Motte, dass es bei den Wallfahrten am Josefstag (19. März), an Mariae Verkündigung (25. März) sowie an Mariae Geburt (8. September) im Anschluss an die Wallfahrten vermehrt zu Ausschweifungen „zum Verderben der Jugend beiderlei Geschlechts und zum Ärger des Guten“ gekommen sei. Im Jahr 1784 gaben die Karmeliter die Niederlassung auf dem Limberg aus Mangel an geeignetem Ordensnachwuchs auf und die Anlage ging mit Wirkung vom 18. Dezember 1788 durch königlichen Erlass Ludwigs XVI. in die Obhut des Franziskanerklosters in Sierck über, das im Jahr 1627 gegründet worden war und zur Kölnischen Ordensprovinz gehörte. Doch bereits seit dem Jahr 1785 hatten die Siercker Mönche die Limberger Kapelle seelsorglich betreut.
Im Zuge der Französischen Revolution wurde die Anlage auf dem Limberg mit einer Fläche von etwa 10 Morgen im Jahr 1791 enteignet und verpachtet und die Mönche wurden vertrieben, wobei der Pächter Poligny aus Niederlimberg die Kapelle für Pilger offen ließ. Dagegen schritt die revolutionäre Distriktsverwaltung ein und verkaufte das Areal am 16. März 1792 für 3500 Livres an die Gebrüder Antonius und Matthias Capitaine aus Felsberg, die die Gebäude verkommen ließen und die Ländereien weiterveräußerten. Während des antikirchlichen Kampfes der Französischen Revolution wurden die Skulpturengruppen des Pierrar de Corail zerschlagen, die Trümmer befinden sich nach einer Sicherung im Jahr 1930 noch heute vor Ort. Die Wallerfanger Gemarkungen „Beim Kloster“ sowie „Kapellenberg“ erinnern in ihrer Namensgebung bis heute an die religiöse Geschichte des Ortes.
Die Ordensprovinz gab den Anspruch auf die Anlage allerdings auch noch in der Revolution nicht auf und ernannte weiterhin Obere: bis 1794 war dies Pater Ananias Helbron aus Hilbringen und im Jahr 1797 wurde Pater Chrysostomus Jansen aus Oberleuken ernannt. Im Jahr 1802 löste man die Ordensprovinz selbst auf.
Erst im Jahr 1827 ließ Louis Villeroy die heute noch bestehende Kapelle für sein Hofgut auf dem Limberg errichten. Im Jahr 1840 wurde durch die Familie Villeroy ebenfalls ein neuer Kreuzweg errichtet.
Bis zum heutigen Tage ziehen zahlreiche Menschen traditionell am Karfreitag auf den Limberg. Der knapp zwei Kilometer lange Herrgottsweg hoch zur Kapelle wird von Kreuzwegstationen gesäumt. Die Gläubigen basteln aus Zweigen kleine Kreuzchen und legen sie am Fuße der Stationen nach der Verrichtung von stillen Gebeten nieder. Anschließend stärken sich die Pilger am Gipfel des Berges mit Quarkbroten („Kässchmieren“) oder Kartoffelpuffern („Grumbeerkeïchelcha“). Beim Verzehr der Karfreitagspeisen darf in Rücksicht auf den Todestag Jesu Christi keine Musik gespielt werden.

## Orannawallfahrt

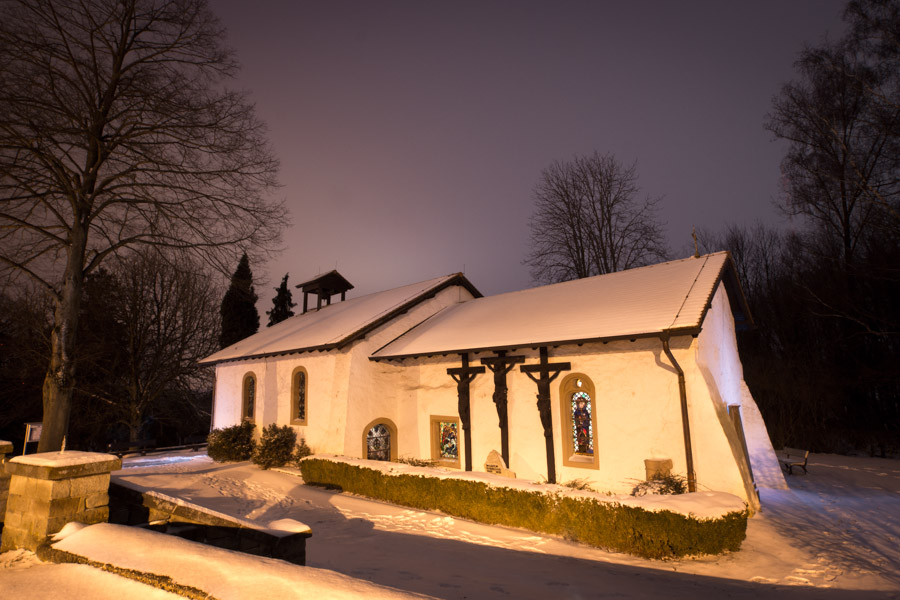
Orannakapelle bei Berus

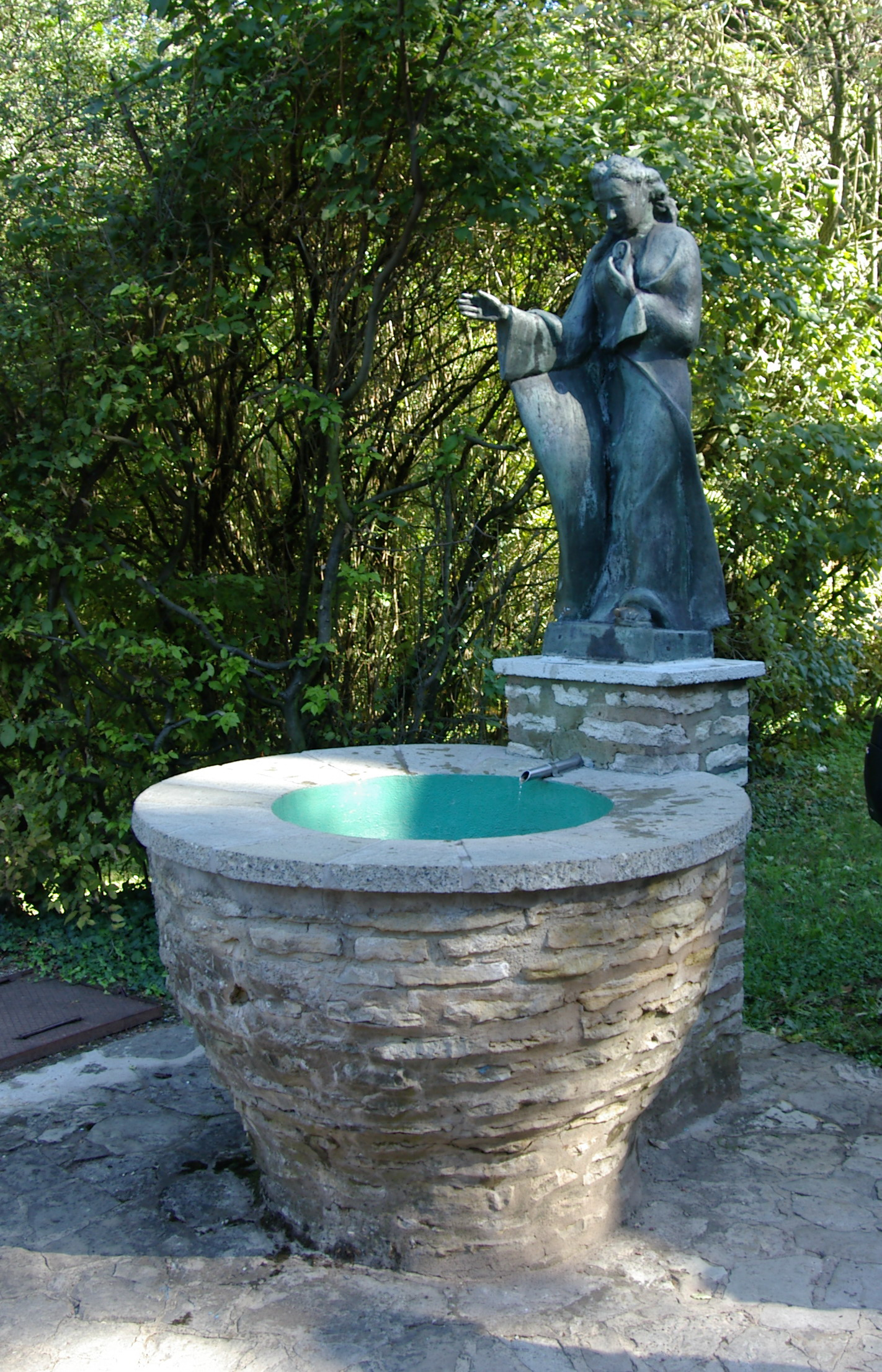
Orannabrunnen Berus

Eine weitere historische Wallfahrt der Pfarrei stellt die Prozession zur Kapelle der heiligen Oranna bei Berus dar. Die Orannakapelle war ursprünglich die Pfarrkirche der heutigen Wüstung Eschweiler. Der Legende nach soll die heilige Oranna Tochter eines iroschottischen Vizekönigs gewesen sein. Sie habe im Rahmen einer sehr frühen iroschottischen Mission im Mosel-Saar-Raum missioniert und sich dabei in der Gegend von Berus niedergelassen. Der heilige Wendelin soll ihr Bruder gewesen sein. Nach einer anderen Tradition soll Oranna die Tochter eines lothringischen Herzogs gewesen sein, der sie wegen ihrer Schwerhörigkeit verstoßen habe. Gemeinsam mit ihrer Gefährtin Cyrilla wurde sie in der Kirche der Ortschaft Eschweiler bestattet. Die feierliche Erhebung der Gebeine von Oranna und Cyrilla am 3. Mai 1480 ist urkundlich belegt. Dabei wurden die umgekehrt nebeneinander liegenden Skelette aus dem Sarkophag gehoben, neu eingekleidet und wieder bestattet. Am 17. September 1719 fand die Überführung der Reliquien in die Pfarrkirche St. Martin in Berus statt. Die Wirren der Französischen Revolution überstanden die Reliquien durch Evakuierung. Im Zweiten Weltkrieg wurden die Gebeine der beiden heiligen Frauen zunächst nach Lebach und dann in die Saarlouiser Pfarrkirche St. Ludwig verbracht. Nach dem Wiederaufbau der kriegszerstörten Orannakapelle befindet sich die Reliquienlade seit dem 22. September 1969 wieder in der Orannakapelle. In der Wallfahrtskapelle werden zwei eiserne Kronen aufbewahrt, die den betenden Gläubigen, welcher sie aufsetzt, von Leiden im Kopf- und Ohrenbereich heilen sollen. Vor der Kapelle befindet sich ein Brunnen mit einer modernen Bronzestatue der heiligen Oranna, dessen Wasser ebenfalls Heilkräfte nachgesagt werden.
Die Trierer bischöfliche Behörde monierte für das Jahr 1829 hinsichtlich der Saarlouiser Wallfahrt nach Berus, dass es hierbei, ebenso wie bei der Limbergprozession, zuweilen zu Auswüchsen gekommen sei, die man kirchlicherseits nicht dulden könne.

## Passionsspiele
Jedes Jahr an Karfreitag führt die sizilienstämmige Laienspielgruppe „Gruppo Via Crucis“ auf dem Großen Markt vor der Kirche St. Ludwig ein Passionsspiel zur Erinnerung an das Leiden und Sterben Jesu auf.